# Romillé
Romillé (en bretó Rovelieg) és un municipi francès, situat a la regió de Bretanya, al departament d'Ille i Vilaine. L'any 2006 tenia 3.240 habitants.

## Demografia
| 1962                                       | 1968  | 1975  | 1982  | 1990  | 1999  |
| ------------------------------------------ | ----- | ----- | ----- | ----- | ----- |
| 1.753                                      | 1.787 | 1.743 | 2.183 | 2.439 | 2.688 |
| Des de 1962: població sense dobles comptes |       |       |       |       |       |

## Administració
| Període   | Identitat          | Partit |
| --------- | ------------------ | ------ |
| 1995-2001 | Marie-Hélène Daucé | UDF    |
| 2001-     | Pierre Daucé       | PS     |